# Ammar Abdulhamid
Ammar Abdulhamid (àrab: عمار عبد الحميد, ʿAmmār ʿAbd al-Ḥamīd) (Damasc, 1966) és un activista pels drets humans i dissident sirià.
Nascut en el si d'una coneguda família d'artistes –fill de l'actriu Muna Wassef i del director de cinema Muhammad Shahin–, del 1986 al 1994 va estudiar astronomia i història als Estats Units, fet que li va permetre allunyar-se del dogmatisme islàmic, i s'hi va doctorar a la Universitat de Wisconsin. Després va retornar al seu país d'origen, d'on va ser expulsat el setembre de 2005 a causa de les creixents i obertes crítiques al règim existent i al seu president, Baixar al-Assad, i va retornar als Estats Units, on viu actualment, a Washington DC.
El 2003 Ammar va fundar DarEmar, una editorial i ONG dedicada a conscienciar la societat civil del món àrab, i el Projecte Tharwa, un programa destinat a treballar amb el tema de la diversitat, convertit en la Fundació Tharwa a partir del 2005, des d'on es treballa per trencar el blocatge informatiu imposat pel govern d'Al-Assad. L'any 2008 va ajudar a fundar HAMSA ('cinc' en àrab i acrònim de Hands Across the Mideast Support Alliance), una iniciativa per mobilitzar grups internacionals de suport als activistes per la democràcia al món àrab.
Una de les seves obres més conegudes, que també ha estat traduïda al castellà, és Menstruation (2001), on parla de la «revolució silenciosa» de les dones a Síria i denuncia el sistema de vida tradicional al país.